# 大道芸人おじゃるず
大道芸人おじゃるず（だいどうげいにんおじゃるず）は、日本の大道芸人グループ。

## プロフィール
1998年3月結成。ビジュアル系大道芸人。ダンス、ジャグリング、マジック、パントマイムなどの各種パフォーマンスを行う。
毎年夏はヨーロッパ等の大道芸フェスティバル等で活躍する国際派芸人でもある。
2002年、東京都主催第1回ヘブンアーティストに合格。

## メンバー
- おじゃるず1号
- おじゃるず2号
- おじゃるず3号（2002年加入）
- おじゃるずくろこ（2003年加入）

## 出演

### CM
- OCN（2008年）相武紗季と共演。
- キャナルシティ博多（2013年～2014年）お正月CM出演。